# Dario III
Dario III (em persa antigo: Dārayavausch), dito Codomano (em latim: Codomanus; ca. 380 a.C. –  julho de 330 a.C.) foi o último xá do Império Aquemênida de 336 a 330 a.C.
Seu antecessor foi Artaxerxes IV, que morreu assassinado  e era seu primo. O nome da sua mãe era Sisigambis, e o nome do seu pai era Arsanes. Ele era neto de Ostanes, irmão de Artaxerxes II.
Ele reinou por seis anos, até o império Persa ser conquistado por Alexandre, o Grande. De acordo com Eusébio, Alexandre reinou por mais seis anos após a morte de Dario, até o primeiro ano da 114a olimpíada (324 a.C.). De acordo com o Cronographeion Syntomon, Dario foi derrotado por Alexandre em 331 a.C.

## Nome
Dario (Dārīus) e Dareu (Dārēus) são as formas latinas do grego Dareu (Δαρεῖος, Dareîos), e por sua vez do persa antigo Daraiauxe (𐎭𐎠𐎼𐎹𐎢𐏁, Dārayauš), que é uma forma abreviada de Daraiavauxe (𐎭𐎠𐎼𐎹𐎺𐎢𐏁, Dārayavaʰuš). A forma mais longa reflete-se no elamita Dareamauixe (𒆪𒊑𒀀𒈠𒌋𒆜, Dareamauiš), no babilónio (𒁕𒀀𒊑𒅀𒀀𒈲, Dāreyāmuš⁠), nas formas aramaicas Derivevexe (𐡃𐡓𐡉𐡅𐡄𐡅𐡔, drywhwš) e talvez na forma grega mais longa Dereio (Δαρειαῖος, Dareiaîos). O nome na forma nominativa significa "aquele que mantém firme o(s) bem(nes)", o que se pode verificar pela primeira parte dāraya, que significa "titular", e o advérbio vau, que significa "bondade".

## Antecedentes
Em 338 a.C., o vizir e eunuco Bagoas, chefe da guarda real, envenenou o rei Artaxerxes III e promoveu a ascensão de Arses, filho de Artaxerxes. No entanto, com o risco de que Arses pudesse eliminá-lo, ele envenenou Arses no início de 336 a.C., e tentou instalar um novo monarca no trono que seria mais fácil para ele controlar. Ele escolheu para este propósito Dario, um membro relativamente distante da dinastia real, que havia se destacado no combate de campeões durante a guerra contra os cadúsios do noroeste do Irã (Marco Juniano Justino, 10.3; Diodoro, Biblioteca Histórica 17.6. 1-2), e que serviu na época como mensageiro real (Plutarco, Vida de Alexandre, 18.7-8).
Dario era filho de Arsames, filho de Ostanes (irmão de Artaxerxes II), e Sisigambis, filha de Artaxerxes II Mnemon; a denominação Codomano parece ser uma forma adaptada para o grego de seu nome real, antes de adotar o de Dario, a fim de evocar Dario I e ganhar legitimidade sobre o trono. O novo rei logo se mostrou mais independente e capaz do que o esperado por Bagoas, que novamente tentou recorrer ao veneno para eliminar o rei persa. No entanto, desta vez ele não conseguiu, pois Dario, avisado das intenções de Bagoas, ordenou-lhe que bebesse do cálice envenenado que Bagoas lhe ofereceu (Diodoro, op. cit. 17.5.6).

## Início do reinado
O novo rei tentou afirmar seu controle sobre um império instável, no qual muitos de seus territórios eram governados por sátrapas ciosos de suas prerrogativas e desleais, e povoados por súditos descontentes e sempre prontos para a rebelião. Ele tentou afirmar o poder persa externamente através da conquista do Egito (334 a.C.), após uma campanha militar que demonstraria o ressurgimento do poder aquemênida, embora tenha sido a última conquista do Império Persa como tal.
Em relação ao panorama externo, ele teve que se preparar para a ameaça representada pelo rei Filipe II da Macedônia. Em 336 a.C. Filipe havia sido nomeado hegemônico pela Liga de Corinto para comandar o exército greco-macedônio na Guerra Pan-Helênica de Vingança contra o Império Persa, pela destruição e queima dos templos da Acrópole ateniense durante a Segunda Guerra Médica. Filipe enviou um exército para a Ásia Menor, sob o comando de seus generais Parmênio e Átalo, para libertar as cidades gregas que estavam sob controle persa, ocupando após vários contratempos a Trôade até o rio Meandro. No entanto, o assassinato de Filipe interrompeu a campanha militar, enquanto seu sucessor tentou ganhar o controle da Macedônia e do resto da Grécia.

## Guerra contra Alexandre
Em abril de 334 a.C., Alexandre III da Macedônia, que havia sido confirmado como hegemônico pela Liga de Corinto, invadiu a Ásia Menor à frente de um exército conjunto greco-macedônio. Depois de desembarcar na Trôade, ele tomou várias cidades e aldeias na costa do mar Egeu (Lâmpsaco entre elas). Um exército aquemênida de cerca de 50 000 sob o comando de Memnon de Rodes, enfrentou o rei macedônio, sendo derrotado na Batalha de Grânico. Após esta vitória, as forças greco-macedônias avançaram ao longo da costa do Mediterrâneo na direção das Portas da Cilícia. Em 333 a.C., o próprio Dario assumiu o comando dos exércitos persas para lutar contra o rei macedônio, mas seu grande exército foi amplamente superado e derrotado na Batalha de Isso (12 de novembro de 333 a.C.). Dario fugiu quando descobriu que a batalha estava perdida, deixando para trás sua carruagem, o acampamento persa e sua própria família, todos capturados por Alexandre, que tratou os prisioneiros reais com respeito.
O exército macedônio então se dirigiu para o sul, para conquistar Canaã e o Egito, e assim garantir sua retaguarda antes de marchar para o coração do Império Aquemênida. Dario enviou várias mensagens malsucedidas a Alexandre, nas quais chegou a pedir o retorno de sua família em troca de um resgate, e a oferecer ao rei macedônio a posse dos territórios a oeste do Eufrates, a fim de acabar com a guerra. A recusa de Alexandre obrigou Dario a fazer uma imposição geral em todas as satrapias do Império que ele ainda controlava. Montou assim um grande exército, que incluía contingentes de numerosos povos súditos (báctrios, sogdianos, citas, partas, árabes, armênios, medos, índios, etc.), e que alguns autores clássicos estimaram em um milhão de infantaria, cem mil cavaleiros, duzentos carros com foices afiadas nas rodas e quinze elefantes de guerra. Dario concentrou seu exército na Babilônia, e vendo o avanço decidido de Alexandre do Egito, selecionou cuidadosamente na Mesopotâmia o campo de batalha, escolhendo para isso a planície de Gaugamela, cem quilômetros a oeste da cidade de Arbela (atual Arbil, no Iraque), para não cometer o mesmo erro de Isso, onde o fato do campo ser estreito havia sido um inconveniente crucial em sua derrota.
Alexandre chegou às proximidades da planície no final de setembro de 331 a.C., com um exército de 40 mil soldados de infantaria e 7000 de cavalaria, colocando seu acampamento a 10 km do acampamento persa. Pouco antes de entrar em combate, Estatira, esposa e irmã de Dario, morreu durante o nascimento do filho que esperava (Plutarco, Vida de Alexandre, 21.2-5).

## Derrota e morte
A Batalha de Gaugamela terminou com uma grande derrota dos persas, diante da qual Dario fugiu novamente, indo para Arbela e mais tarde para Ecbátana, a capital da Média. Alexandre ocupou as cidades de Babilônia e Susa, antes de perseguir Dario para impedi-lo de reunir um novo exército nas satrapias mais orientais. Por isso, Dario fugiu novamente para a Hircânia, uma satrapia ao sul do Cáspio, e de lá tentou ir para Bactra, a capital da Báctria, perseguido de perto pelo exército macedônio.
No entanto, vendo que Alexandre estava determinado a capturar Dario, um grupo de nobres, entre os quais estavam os sátrapas Besso, Barsentes e Nabarzanes, tomou Dario como refém, a fim de poder fazer um pacto com Alexandre e, entregando-o, obter do rei macedônio a independência das satrapias orientais que governavam. Alexandre soube desses eventos por um grupo de persas fugitivos, empreendeu uma marcha rápida para chegar a Dario (meados de julho de 330 a.C.), mas pouco antes de chegar ao acampamento dos sátrapas insurgentes, eles esfaquearam Dario ao saber de sua chegada, e fugiram. Dario sobreviveu apenas alguns instantes, agradecendo a ajuda que um destacamento macedônio lhe deu. Conta-se que Alexandre, vendo o cadáver de Dario, chorou e cobriu-o com seu manto, dizendo: "Não era isso que eu pretendia".
Alexandre continuou a conquista do império aquemênida, agora com Besso como seu rival (que se autoproclamou imperador da Pérsia sob o nome de Artaxerxes V) e a pretexto de vingar a morte de Dario. No entanto, seu luto por Dario foi sincero e realmente nobre: ele ordenou a transferência de seu corpo para Ecbátana fortemente guardada, onde foi embalsamado e dado a sua mãe para oficializar o funeral de seu filho em Persépolis. Da mesma forma, uma vez que Alexandre capturou Besso, ele o condenou e executou de acordo com as leis persas pelo assassinato de seu soberano.

## Historiografia
O último século da era aquemênida é notável pela falta de fontes, especialmente durante o reinado de Dario III. Ele não é atestado em nenhuma fonte persa e é quase completamente conhecido apenas a partir dos relatos de historiadores gregos, que retratam sua carreira como uma contradição com a do bem-sucedido Alexandre, o Grande.

## No cinema
- Alexander the Great (1956), onde é vivido pelo ator Harry Andrews[16]
- Alexander (2004), onde é vivido pelo ator Raz Degan[17]

## Na televisão
- A websérie Alexandre - O nascimento de um Deus, estreou na Netflix em 2024.